# Praia da Marinha
A Praia da Marinha egyike Portugália legszebb tengerpartjainak. A tengerpart az Atlanti-óceán mellett található, Caramujeira település közelében, Lagoa község területén, Algarve régióban. Geológiai értelemben ez a képződmény abráziós part. A Praia da Marinha tengerpartot a Michelin utikalauz a 10 legszebb európai tengerpart és a világ 100 legszebb tengerpartja közé sorolja. 1998-ban a portugál Környezetvédelmi minisztériumtól Aranypart minősítést kapott a tartósan megőrzött környezeti feltételek biztosítása miatt. Számos kép, amely erről a partszakaszról készült szerepel a különféle üdülési és reklámkiadványokban, melyek Portugáliát népszerűsítik.
A tengerpart nemcsak szép szikláiról, hanem jó minőségű tengervizéről is híres. A Praia da Marinha partvonalat gyakran használják nemzetközi reklámügynökségek és televíziós producerek reklámkampányaik során.

## Galéria

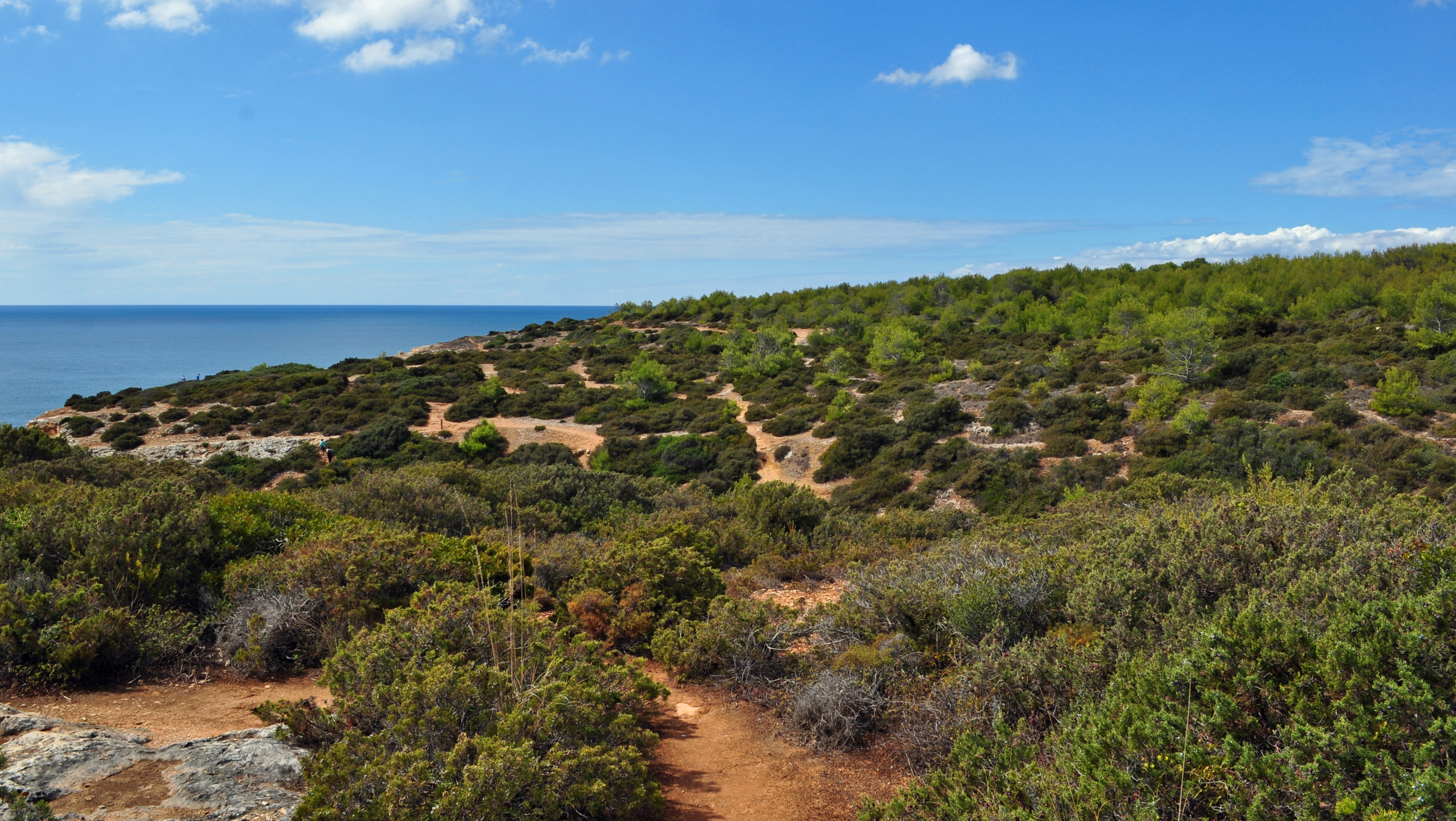
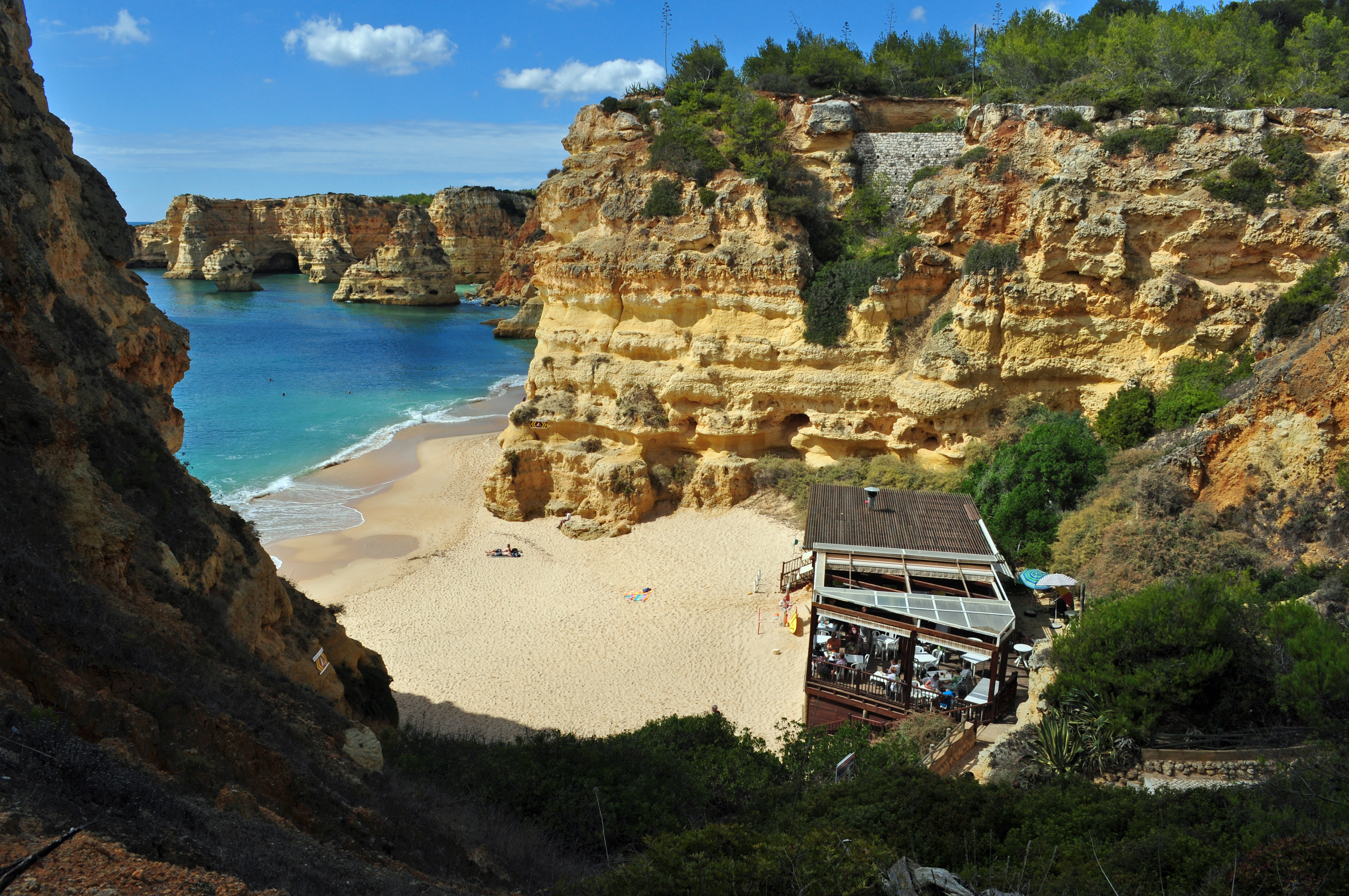
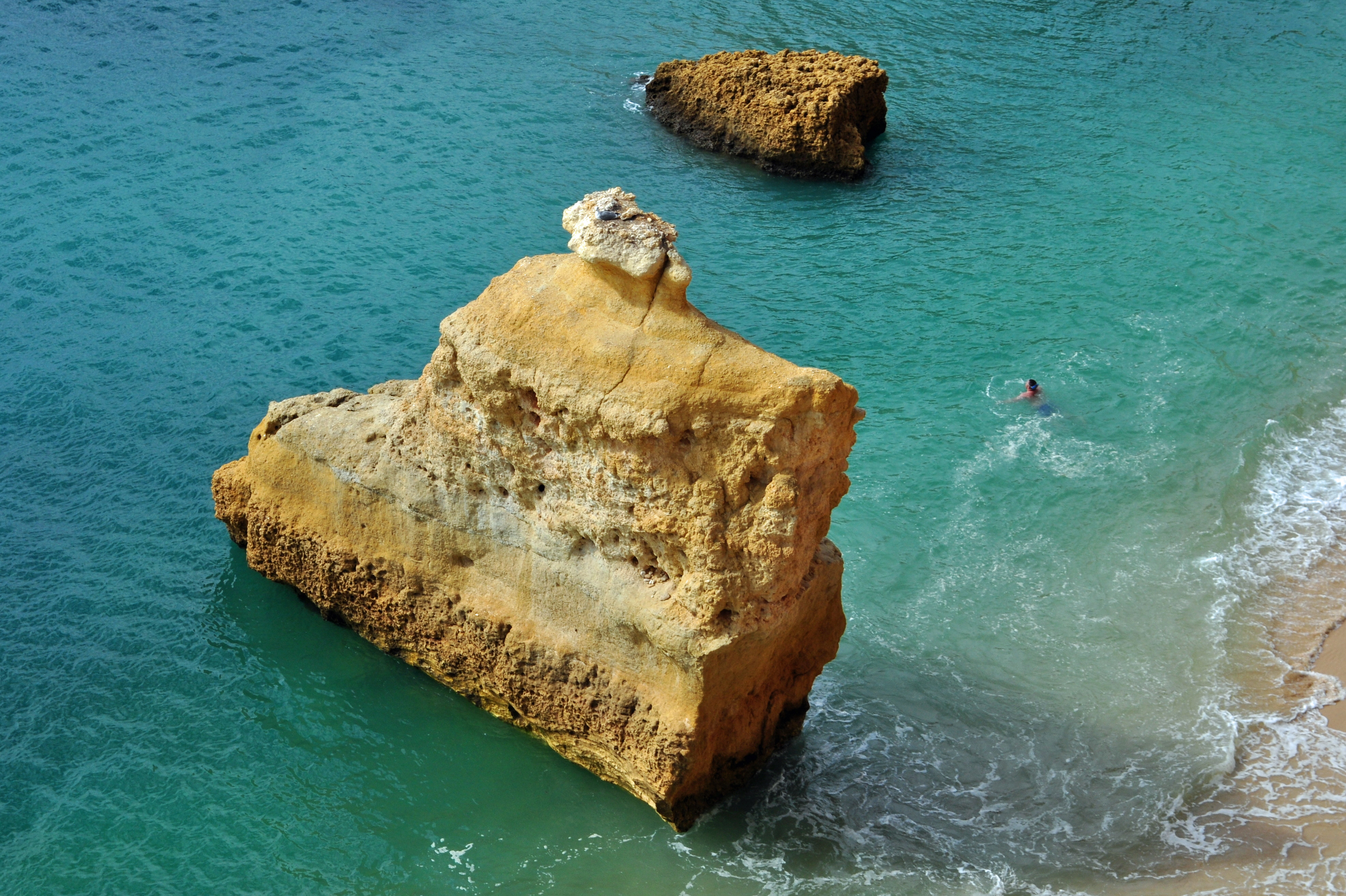
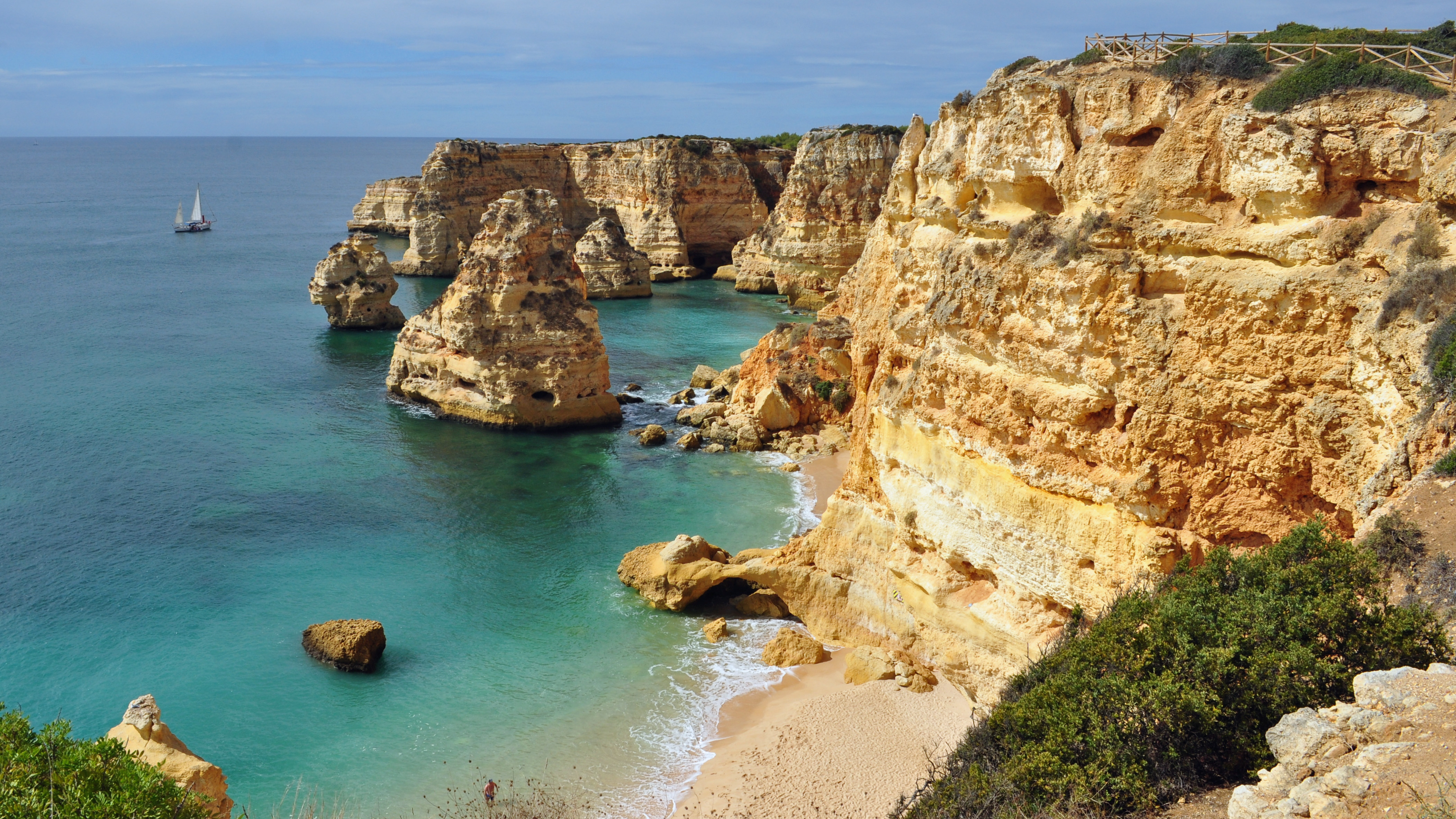

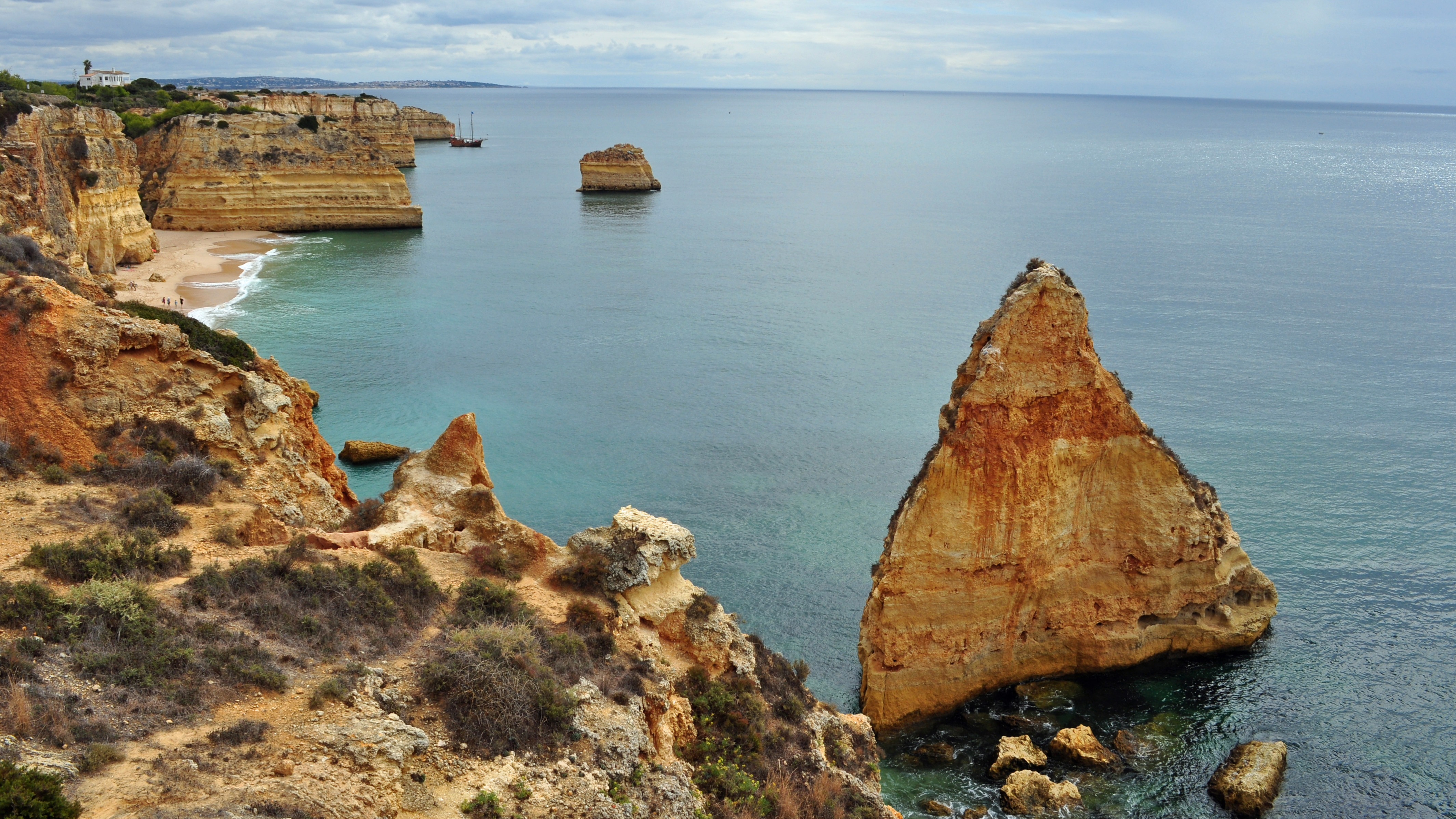
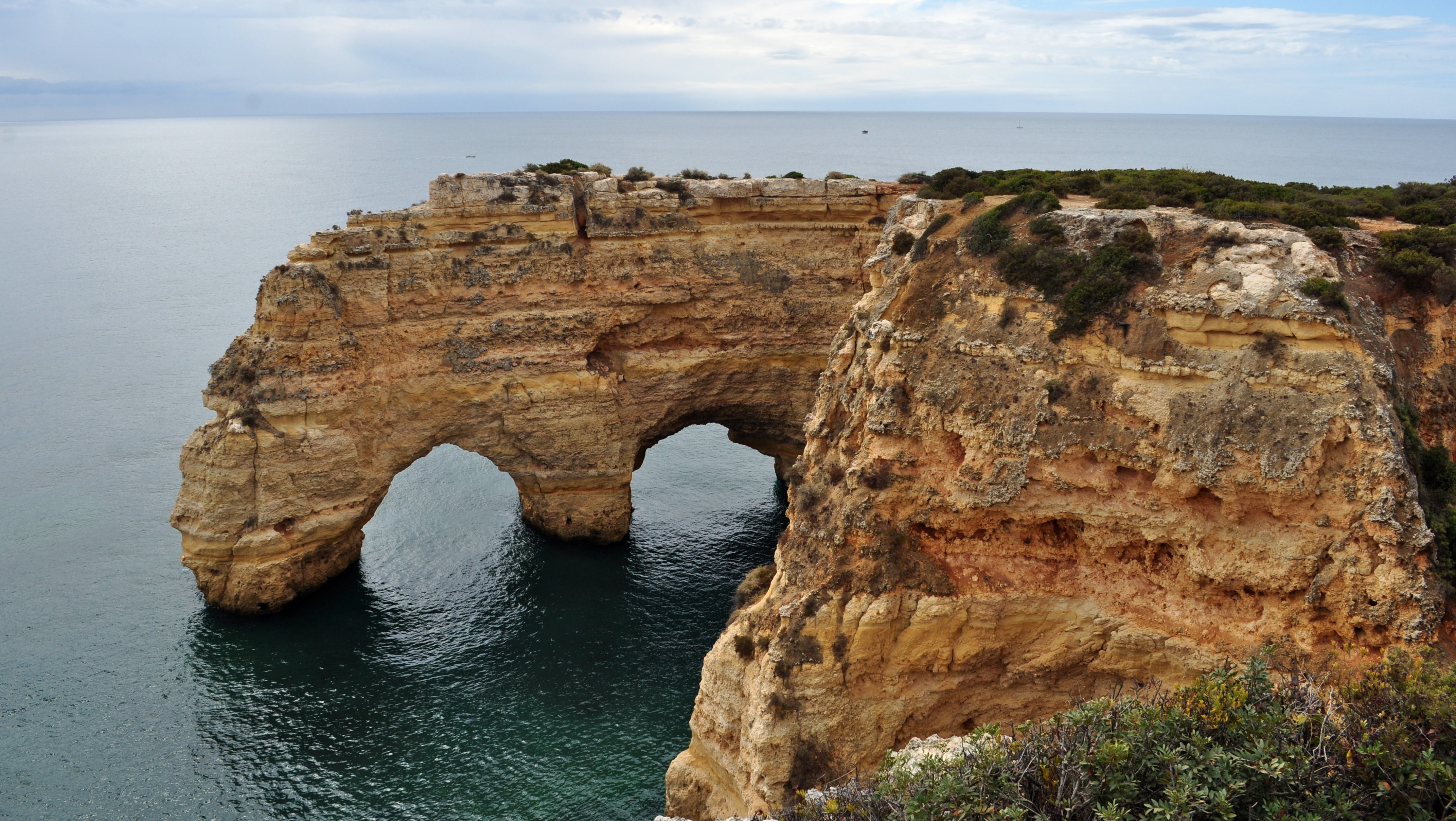
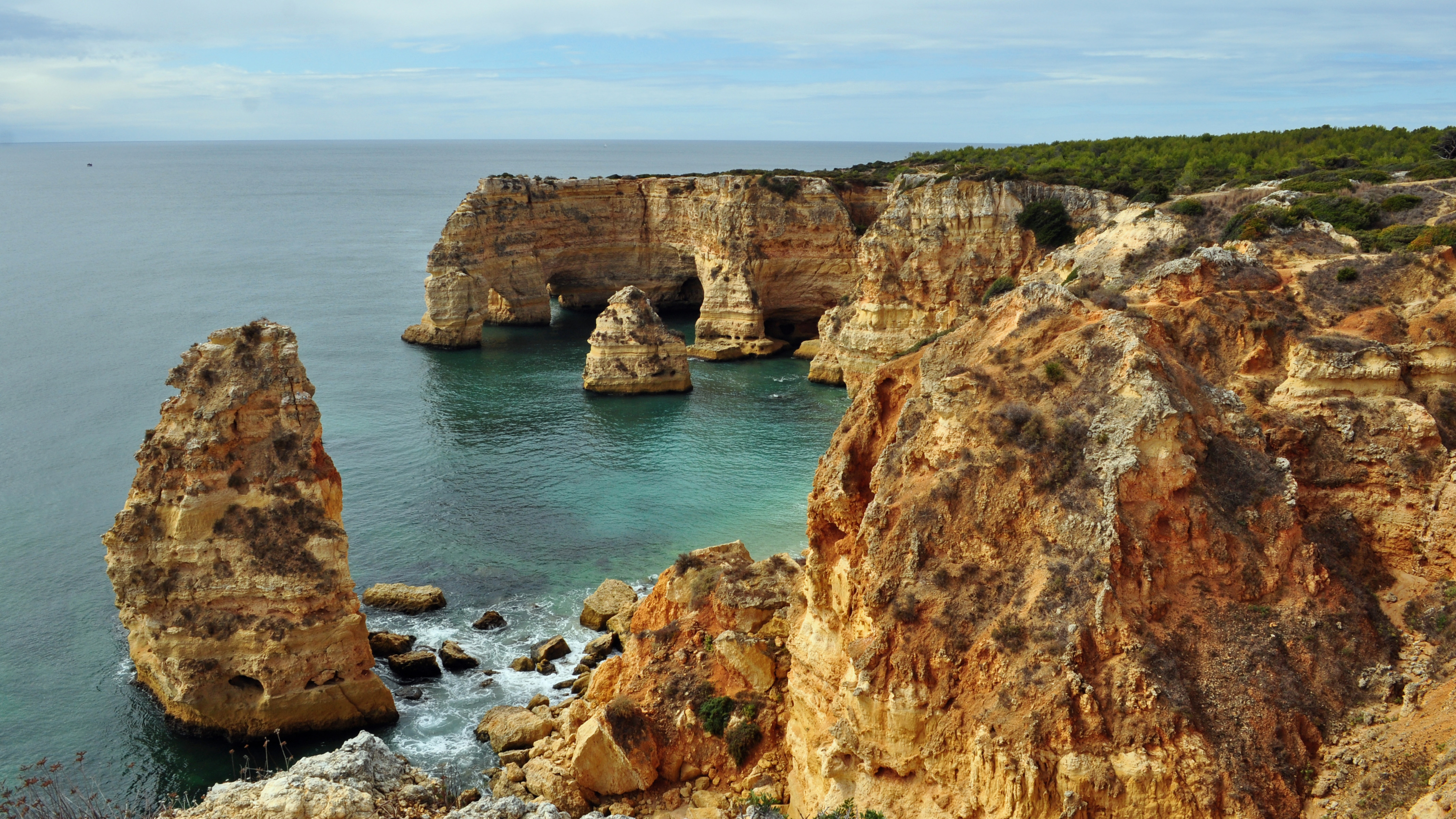
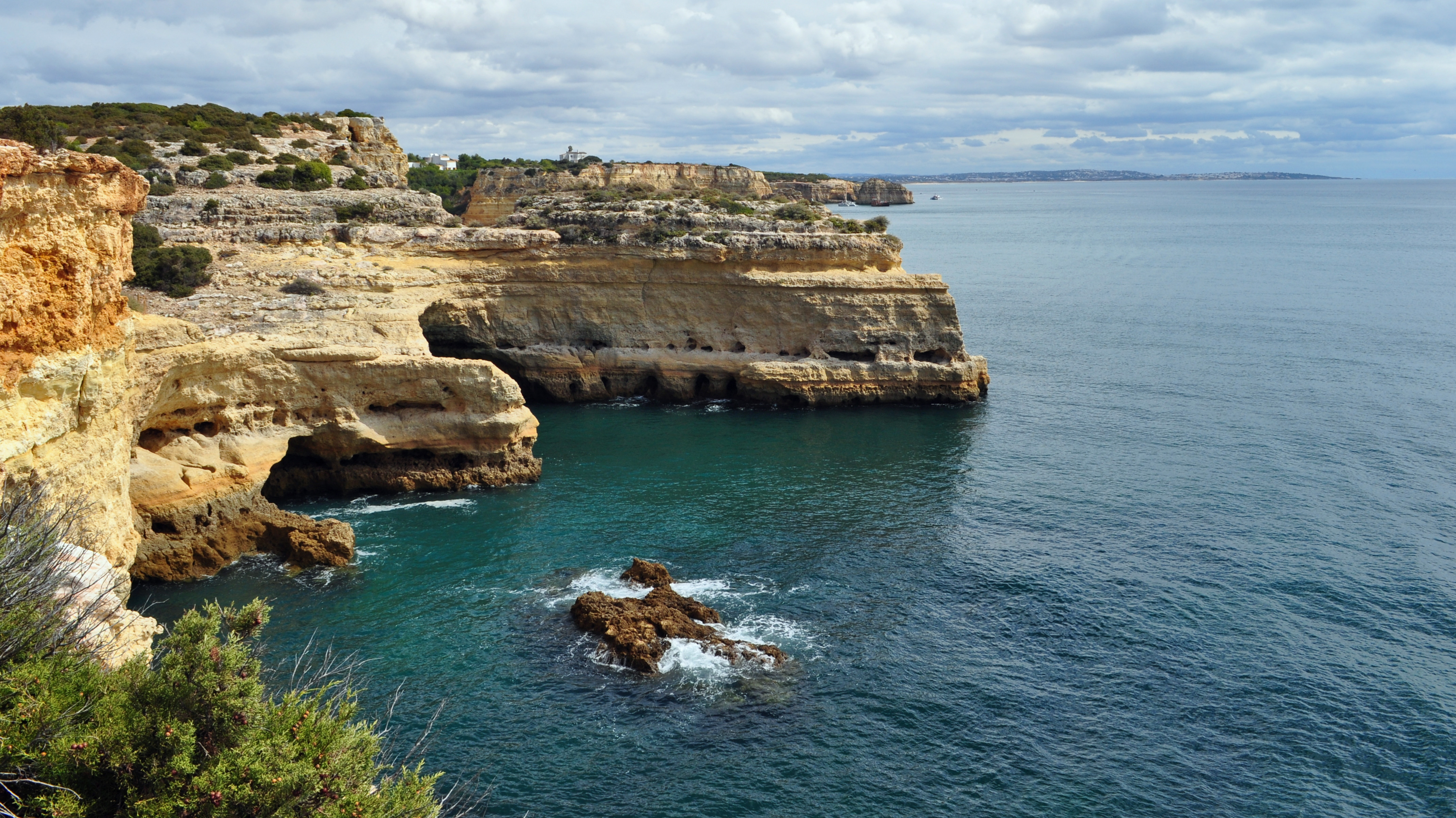

## Fordítás
Ez a szócikk részben vagy egészben  a   Praia da Marinha című angol Wikipédia-szócikk ezen változatának fordításán alapul.  Az eredeti cikk szerkesztőit annak laptörténete sorolja fel. Ez a jelzés csupán a megfogalmazás eredetét és a szerzői jogokat jelzi, nem szolgál a cikkben szereplő információk forrásmegjelöléseként.